# Thymelaeaceae
Thymelaeaceae Juss., 1789 è una famiglia di piante spermatofite dicotiledoni dell'ordine Malvales.

## Etimologia
Il nome della famiglia deriva da due radici greche timos (= timo) e elaìa (= olivo). La prima parte ricorda vagamente il portamento (e forse anche certe profumazioni) della pianta del Timo; la seconda probabilmente ricorda certe somiglianze delle foglie con la pianta dell'Olivo.

## Descrizione

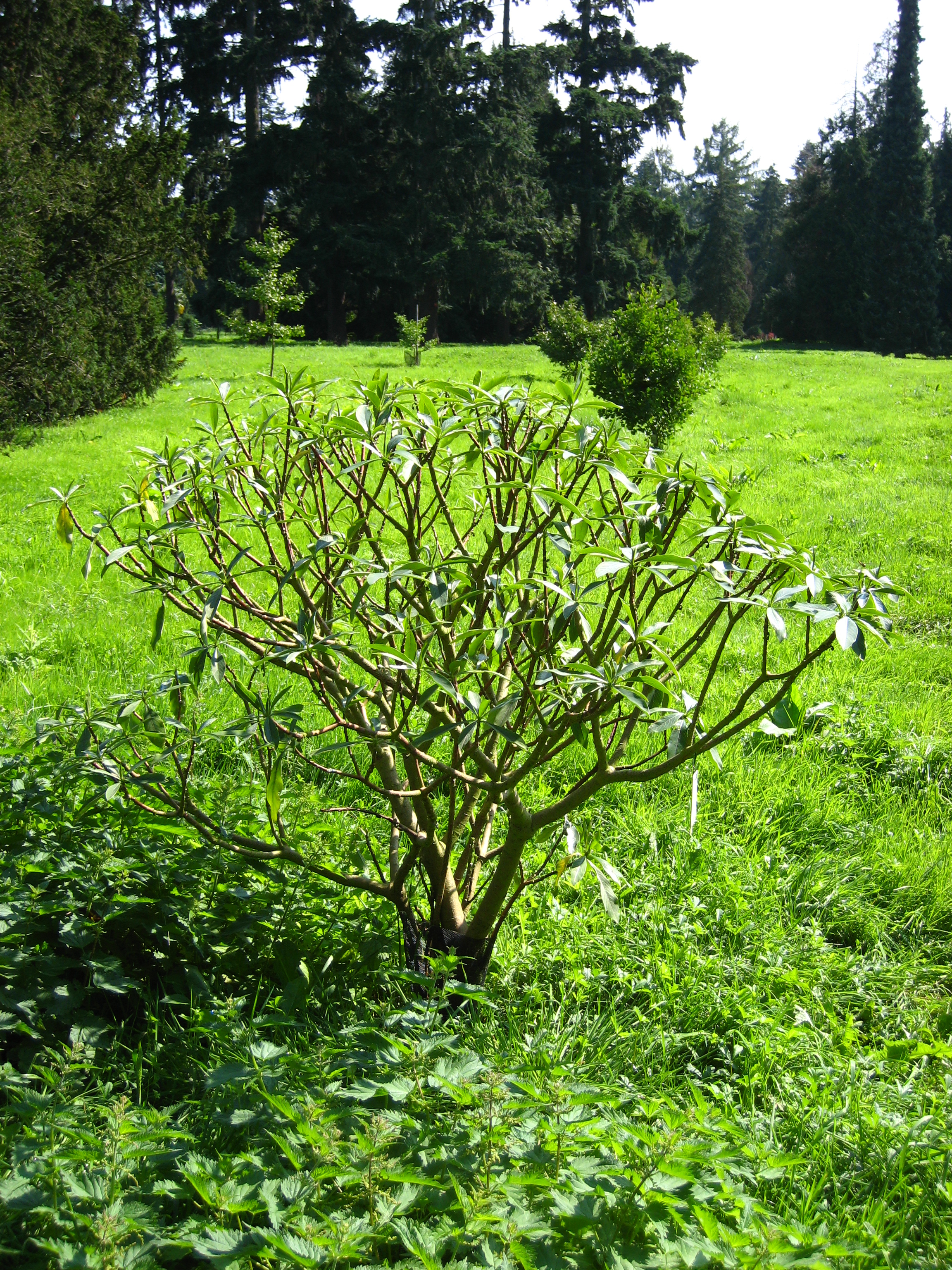
Il portamento (Edgeworthia chrysantha)

In questa famiglia sono presenti diversi tipi di piante : arboree, arbustive, ma anche erbacee. Il ciclo biologico può essere sia annuale che perenne. L'altezza di queste piante varia da pochi centimetri a circa un metro per le specie europee, oltre per quelle extraeuropee. Le forme biologiche prevalenti (sempre per le zone temperate europee) sono nano-fanerofite (NP) e camefite suffruticose (Ch suffr),  ossia sono piante perenni e legnose alla base, con gemme svernanti poste ad un'altezza dal suolo di poche centimetri; le porzioni erbacee seccano annualmente e rimangono in vita soltanto le parti legnose. Fuori dall'Europa si possono avere anche forme di tipo fanerofite arboree (P scap).

### Fusto
Il fusto in genere è legnoso con corteccia dura, fibrosa e a superficie lucida; si possono avere delle specie senza ramificazioni (quelle a portamento prostrato) o con rami laterali anche abbastanza consistenti (quelle più alte e robuste).

### Foglie

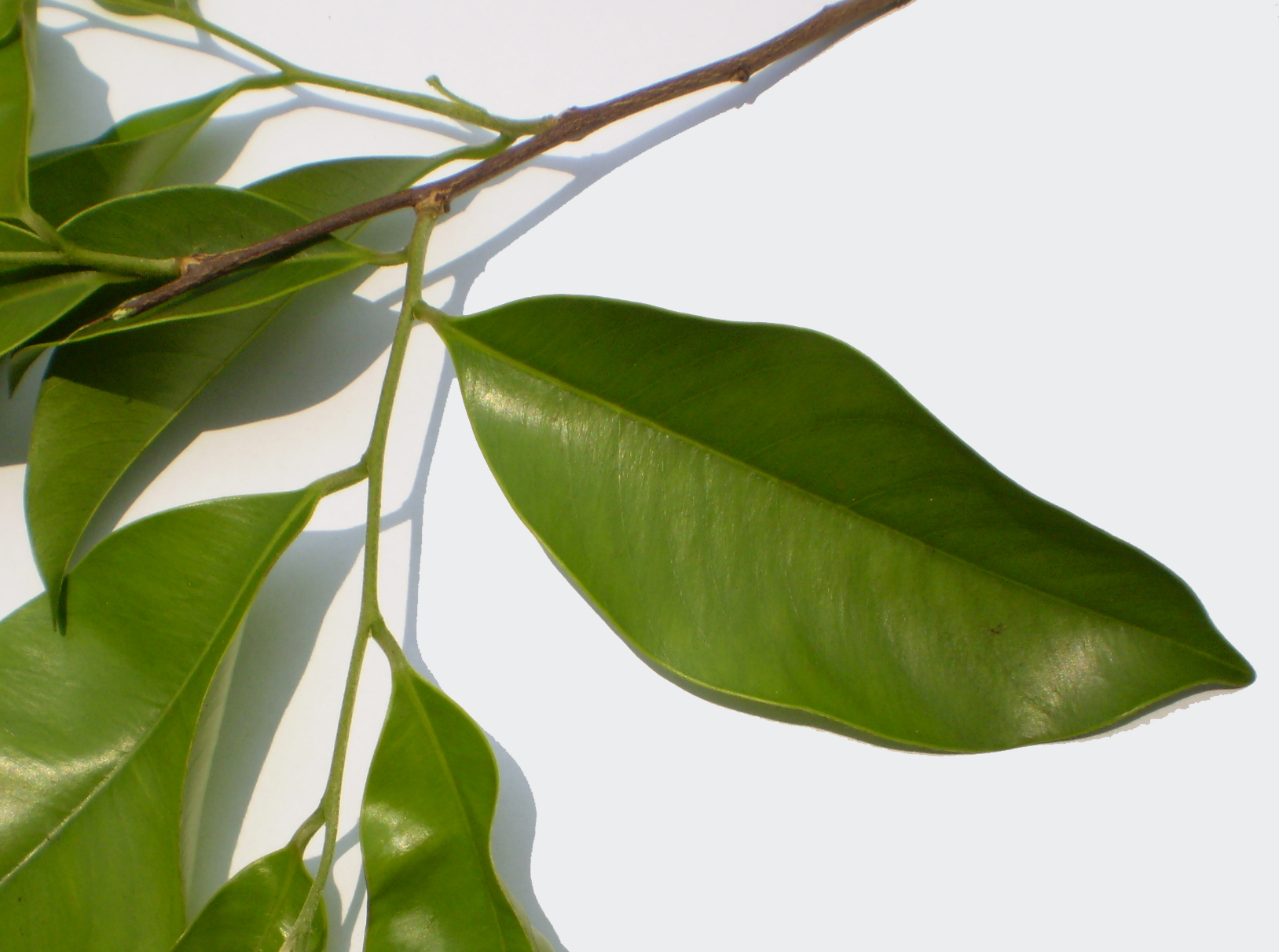
Le foglie (Aquilaria sp.)

Le foglie possono essere sia persistenti che caduche a disposizione lungo il fusto sia alterna che opposta. La lamina è generalmente semplice (non divisa), a margine intero e di dimensioni relativamente contenute. Sono senza stipole e ocrea e sono inoltre brevemente picciolate oppure completamente sessili.

### Infiorescenza

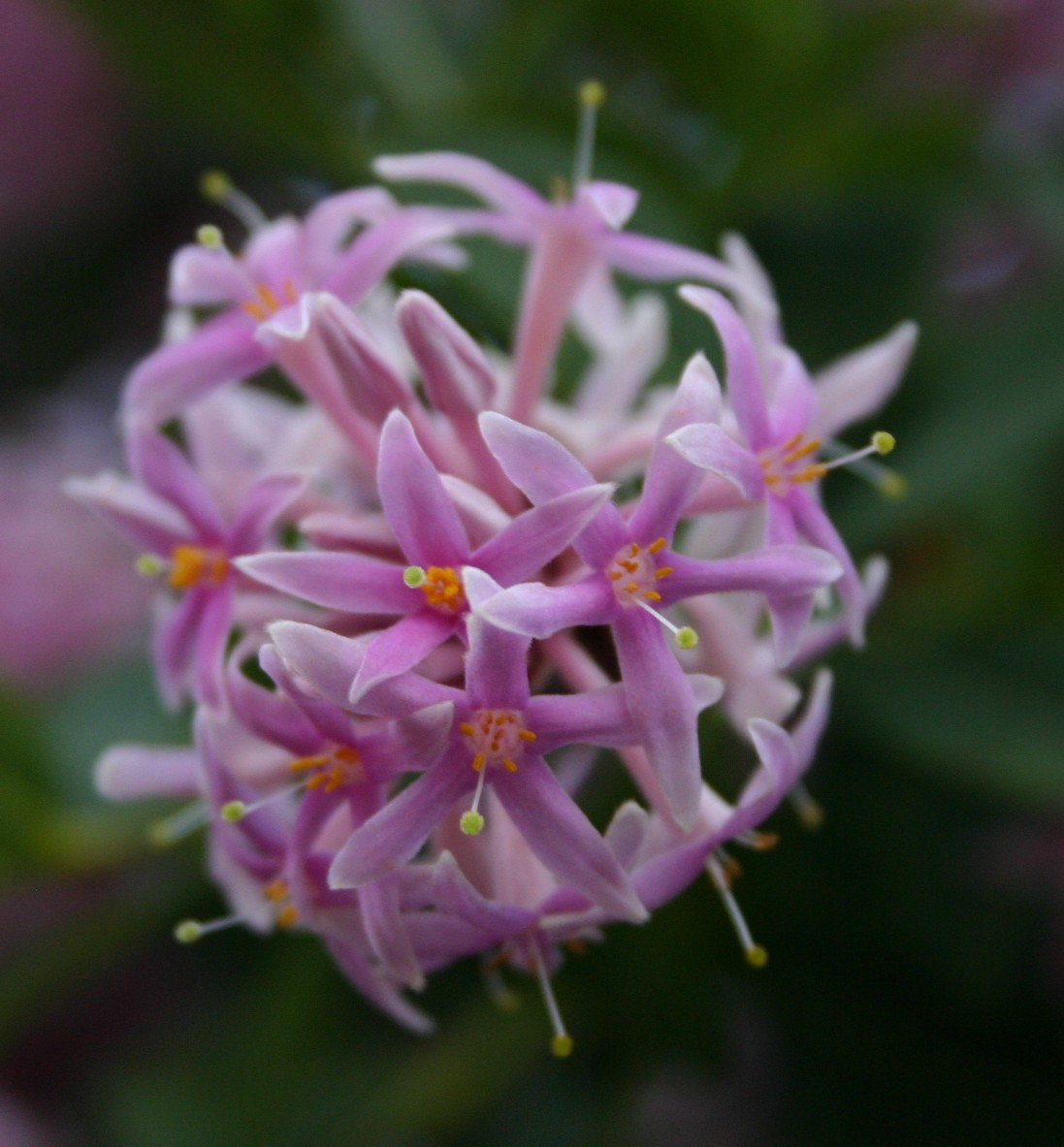
Infiorescenza a grappolo (Dais cotinifolia)

L'infiorescenza è varia : fiori possono essere disposti a grappoli di tipo racemoso o terminale con pochi fiori, ma sono presenti anche infiorescenze di tipo ombrellifero. Sono presenti anche specie a fiori singoli. 

### Fiori

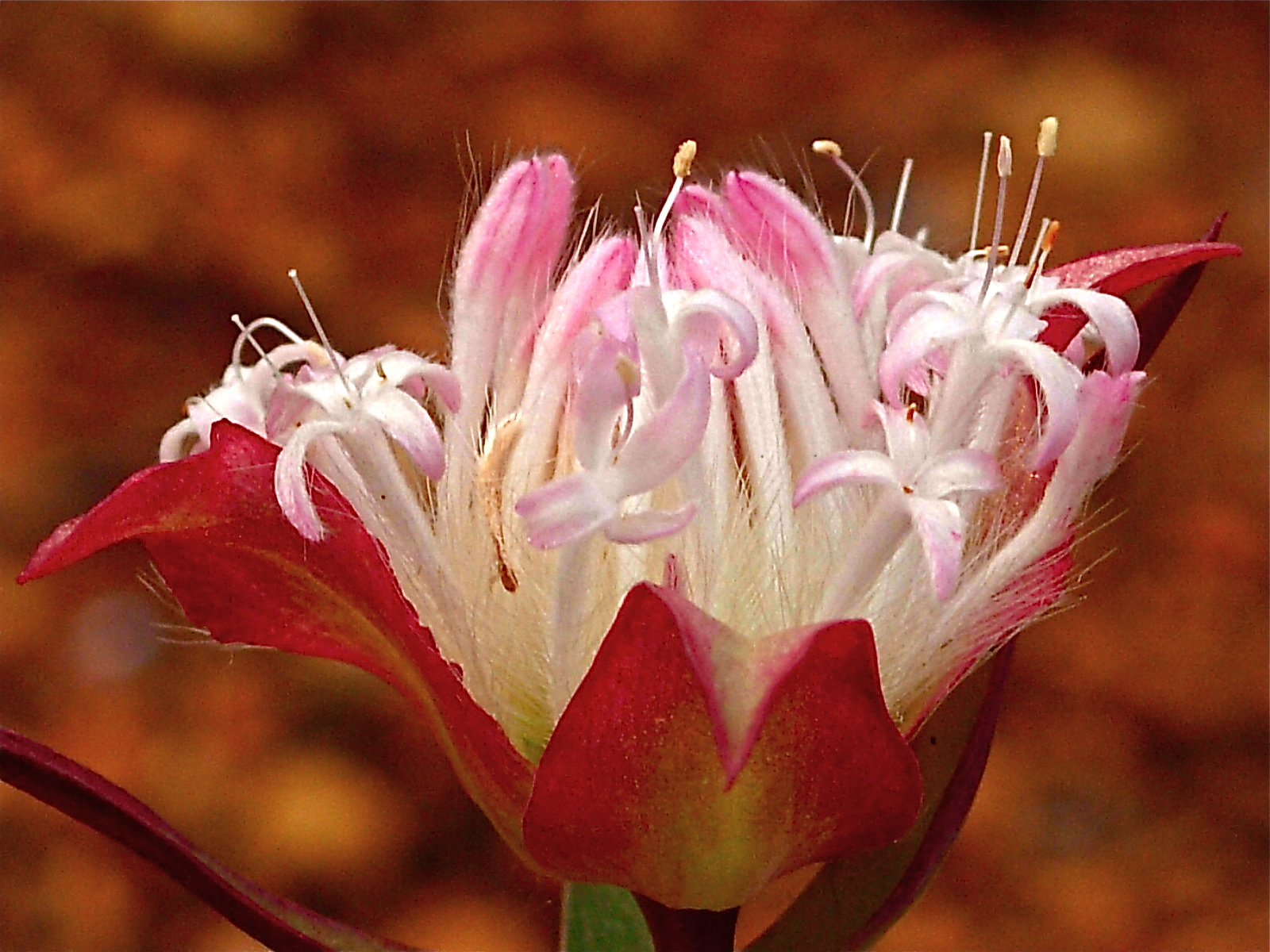
I fiori (Pimelea spectabilis)

La caratteristica principale dei fiori di queste piante è l'assenza di un perianzio completo (perianzio diclamidato) : il perianzio è monoclamidato (o “apetalo”) ossia è formato solamente dal calice. La funzione vessillifera è svolta quindi dai sepali che sono colorati ed hanno una forma più vicina ai petali che ai sepali veri e propri che in questo caso si dicono petaloidi. I fiori sono fondamentalmente tetrameri o pentameri (a 4 o 5 parti), il perianzio è caduco e di colore roseo, rosso, purpureo, giallo, bianco, ma anche verdino; sono inoltre ermafroditi (ma si possono avere anche specie dioiche o unisessuali) ed hanno simmetria attinomorfa (raramente anche zigomorfi).
- Formula fiorale:

* K (4-5), A 4+4, G 1 (ovario supero)

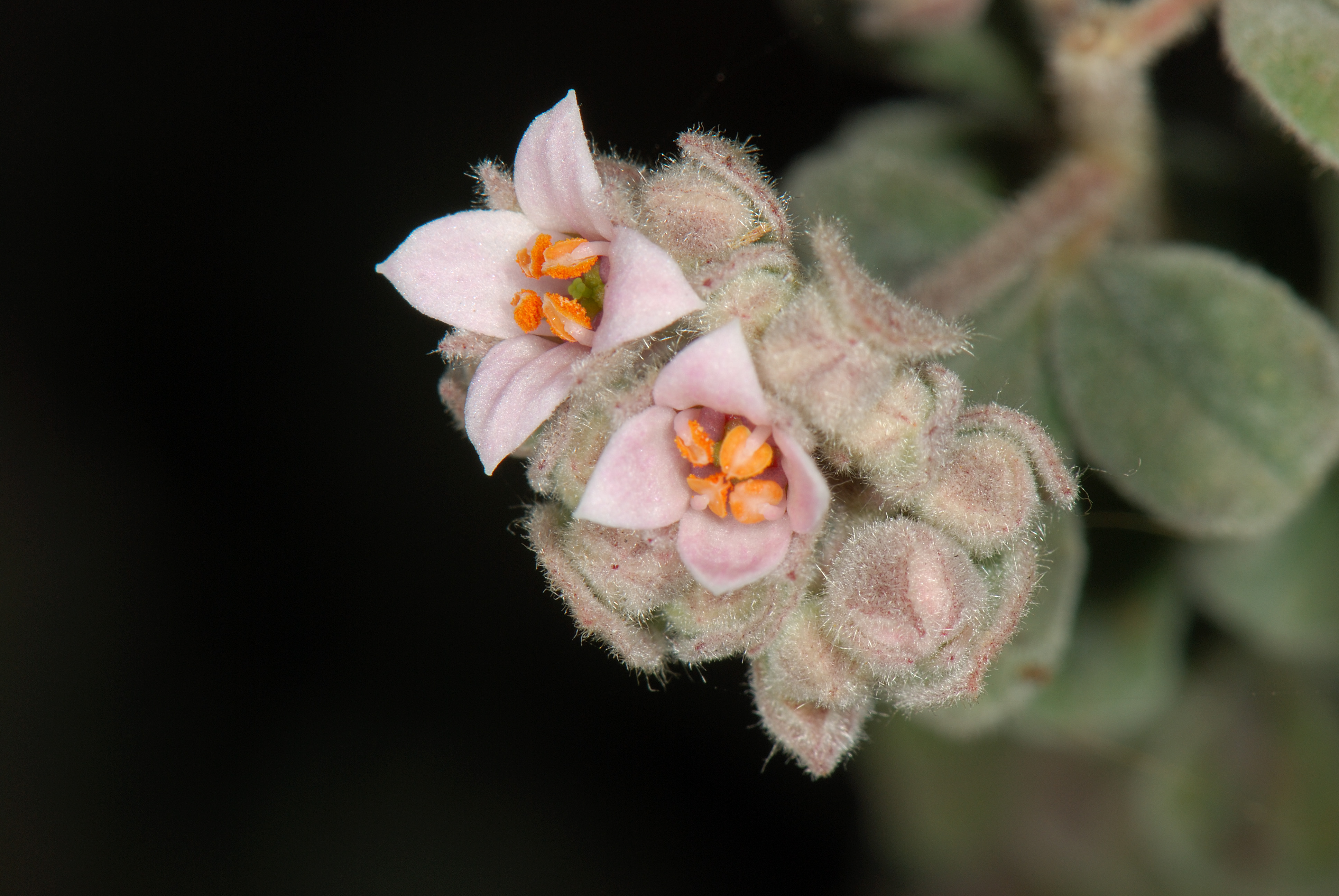
I 4 lobi del calice (Pimelea spicata)

- Calice: il tubo calicino è cilindrico (a calice o tubolare o campanulato) e termina con 4 o 5 lobi (lacinie lanceolate oppure ovate). Esternamente è delimitato da setole seriacee (o brattee membranose). La corolla, se è presente, è quasi nulla con dei petali ridotti a della piccole scaglie connate al tubo calicino.
- Androceo: gli stami possono essere 1 - 2 (genere Pimelea) oppure sono tanti quanti sono i sepali, oppure il doppio delle lacinie del perianzio (8 o 10). Fa eccezione il genere Gonystylus i cui fiori possono avere fino a 100 stami. Normalmente gli stami sono divisi in due verticilli e sono inclusi nel tubo calicino. Non sono saldati fra di loro ma sono liberi.
- Gineceo: lo stimma è quasi sessile ed è capitato all'apice, ma a volte può essere assente. L'ovario è supero, mono-loculare (qualche volta bi-loculare) e uni-carpellare ed ha una forma tubulosa ed è libero (non aderente agli organi di supporto).
- Impollinazione: per queste piante è possibile una autoimpollinazione, ma contemporaneamente i fiori sono molto profumati con del nettare secreto alla base dell'ovario (infatti in questa posizione è presente una disco ipogino a funzione nettarifera di forma varia) per cui è senz'altro possibile anche una impollinazione entomofila: generalmente lepidotteri – farfalle e api se il tubo calicino è lungo, altrimenti delle mosche per tubi più brevi.

### Frutti
Il frutto può essere una drupa, oppure una noce, oppure una bacca o una capsula. In genere il frutto è sferico e monosperma (con un solo seme e ricco di sostanze oleose).

## Distribuzione e habitat
La famiglia ha una distribuzione cosmopolita in quanto le sue specie sono distribuite in quasi tutti i continenti della terra : America tropicale, Africa meridionale, regione mediterranea, Asia centro-occidentale e Australia.
L'habitat preferito dalle piante di questa famiglia (almeno per le specie europee) sono i boschi di latifoglie, le macchie sempreverdi, ma anche zone rupestri un po' aride.

## Tassonomia
Inizialmente il nome della famiglia era Daphnaceae assegnato nel 1805 dal botanico francese Auguste de Saint Hilaire. Poi fu cambiata in Thymeleaceae su proposta del botanico inglese John Lindley nel 1836; mentre il nome definitivo (Thymelaeaceae) è stata coniato dallo studioso svizzero Karl Friedrich Meissner nel 1857. Mentre la sistemazione tassonomica è dovuta al botanico francese Antoine-Laurent de Jussieu (12 aprile, 1748 – 17 settembre, 1836) nella pubblicazione “Genera plantarum” del 1789.
La famiglia comprende i seguenti generi
- Aetoxylon (Airy Shaw) Airy Shaw
- Amyxa Tiegh.
- Aquilaria Lam.
- Arnhemia Airy Shaw
- Atemnosiphon Leandri
- Craterosiphon Engl. & Gilg
- Dais D.Royen ex L.
- Daphne Tourn. ex L.
- Daphnimorpha Nakai
- Daphnopsis Mart.
- Deltaria Steenis
- Diarthron Turcz.
- Dicranolepis Planch.
- Dirca L.
- Drapetes Banks ex Lam.
- Edgeworthia Meisn.
- Englerodaphne Gilg
- Enkleia Griff.
- Eriosolena Blume
- Funifera Andrews ex C.A.Mey.
- Gnidia L.
- Gonystylus Teijsm. & Binn.
- Goodallia Benth.
- Gyrinops Gaertn.
- Jedda J.R.Clarkson
- Kelleria Endl.
- Lachnaea L.
- Lagetta Juss.
- Lasiadenia Benth.
- Lasiosiphon Fresen.
- Lethedon Biehler
- Linodendron Griseb.
- Linostoma Wall. ex Endl.
- Lophostoma Meisn.
- Octolepis Oliv.
- Ovidia Meisn.
- Passerina L.
- Peddiea Harv.
- Phaleria Jack
- Pimelea Banks ex Gaertn.
- Restella Pobed.
- Rhamnoneuron Gilg
- Schoenobiblus Mart.
- Solmsia Baill.
- Stellera L.
- Stephanodaphne Baill.
- Struthiola L.
- Synandrodaphne Gilg
- Synaptolepis Oliv.
- Tepuianthus Maguire & Steyerm.
- Thymelaea Mill.
- Wikstroemia Endl.

## Usi
Questa famiglia ha una importanza piuttosto limitata nell'economia umana. Possiamo al più citare alcuni generi  le cui specie sono utilizzate o nel giardinaggio o nella decorazione floreale in genere : Edgeworthia, Daphne e Primelea; oppure altri che si prestano a varie utilizzazioni medicinali come Daphne e Lasiosiphon; oppure, per concludere, citiamo alcuni generi le cui specie forniscono del legname utile per mobilia o rivestimenti vari : Aquilaria, Edgeworthia, Gonystylus, Gyrinops e altri.

Diverse specie hanno un frutto che è molto velenoso se ingerito (come la Daphne mezereum).